# Gording (kering)

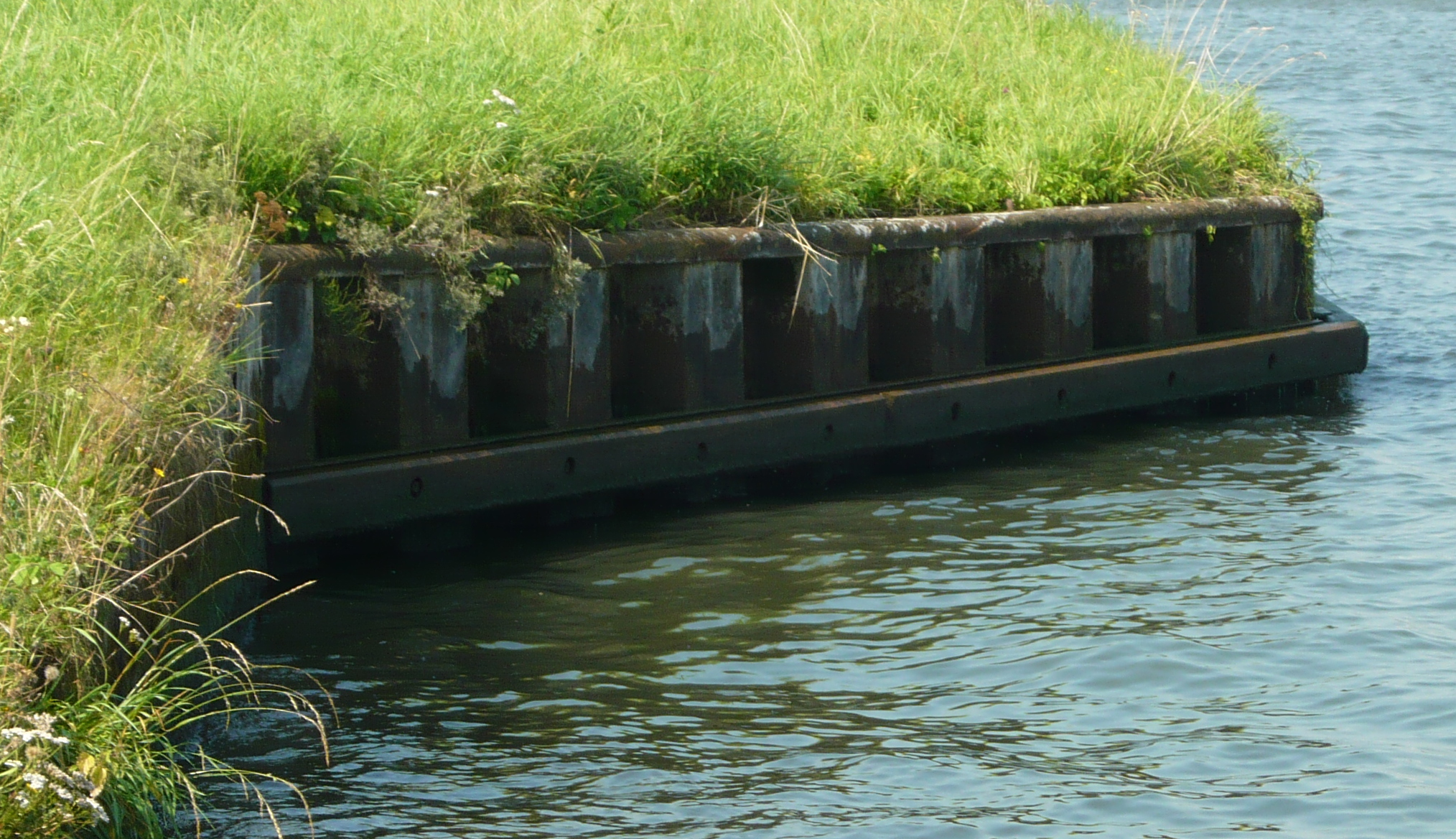
Zogeheten wrijfgording van de damwanden op de waterlijn zichtbaar.

Een gording is bij grondwerk en in de waterbouwkunde een bepaalde horizontale balk die bij keringen wordt toegepast.
Bij grond- en waterkeringen die bestaan uit een rij palen of uit damwanden, kan een gording worden toegepast om de stabiliteit te verhogen door deze delen aan de gording te verbinden. Bij waterkeringen kan het tevens dienen om deze delen te beschermen tegen direct contact met vaartuigen.